# ایزل (خواننده)
ایزل (به انگلیسی: İzel) با نام اصلی ایزل چلیکوز (به انگلیسی: İzel Çeliköz) (زاده ۲۹ آوریل ۱۹۶۹) خواننده ترک است.
او نماینده ترکیه در مسابقه آواز یوروویژن ۱۹۹۱ بود.